# Celina (Teksas)
Celina – miasto w Stanach Zjednoczonych, w stanie Teksas, w hrabstwie Collin. W latach 2020–2023 populacja miasta wzrosła o ponad 150%, zaś samo miasto określane jest „najszybciej rozwijającym się miastem Ameryki”. Jest jednym z najbardziej wysuniętych na północ przedmieść aglomeracji Dallas–Fort Worth.
Zostało założone w 1879 roku przez Johna T. Mulkeya i nazwane tak jak jego rodzinne miasto, Celina w Tennessee. Prawa miejskie uzyskało w 1907 roku.

## Demografia
Według danych szacunkowych United States Census Bureau z 2022 roku miasto liczyło 21,5 tys. mieszkańców. Natomiast skład etniczny w mieście wyglądał następująco: Biali nielatynoscy 60,7%, Latynosi 16,6%, Azjaci 8%, czarni lub Afroamerykanie 6,4%, rdzenni Amerykanie 0,6%.
Do największych grup należały osoby pochodzenia: niemieckiego (14%), meksykańskiego (11,6%), irlandzkiego (9,2%), „amerykańskiego” (6,6%), francuskiego (6,2%), afroamerykańskiego (5,6%), angielskiego (5,2%), chińskiego (3,5%), filipińskiego (3,1%) i szkockiego lub szkocko–irlandzkiego (3,1%). 